# Wojnowice (powiat opatowski)
Wojnowice – wieś w Polsce, położona w województwie świętokrzyskim, w powiecie opatowskim, w gminie Iwaniska.
| SIMC    | Nazwa        | Rodzaj    |
| ------- | ------------ | --------- |
| 0794313 | Konstantynów | część wsi |
| 0794320 | Nowa Wieś    | część wsi |
| 0794336 | Podgórze     | część wsi |
| 0794342 | Stara Wieś   | część wsi |

W latach 1975–1998 miejscowość należała administracyjnie do województwa tarnobrzeskiego.